# 渡部尚
渡部 尚（わたなべ たかし、1961年（昭和36年）8月24日 - ）は、日本の政治家。東京都東村山市長（5期）。元東村山市議会議員（4期）。

## 来歴
東京都中野区で生まれ、東村山市で育つ。東村山市立萩山小学校、東村山市立東村山第三中学校、東京都立国分寺高等学校卒業。1985年（昭和60年）3月、茨城大学人文学部人文学科卒業。大学卒業後、日本電気(NEC)の関連会社に勤める。
1991年（平成3年）5月1日、東村山市議会議員に就任。2003年（平成15年）、市議会議長。2007年（平成19年）に辞職するまで市議を連続4期務めた。市議時代は自由民主党に所属した。
2007年（平成19年）4月22日に行われた東村山市長選挙に自民党・民主党・公明党の推薦を受けて出馬。元都議の小松恭子、元市議の小倉昌子ら2候補を破り初当選した（渡部：25,873票、小松：18,691票、小倉：14,464票）。投票率は49.31％だった。5月1日、市長に就任。
2011年（平成23年）に再選。2015年（平成27年）、元市議の保延務を破り3選。

### 2019年東村山市長選挙
2018年（平成30年）12月5日、任期満了に伴う市長選挙に4選を目指し立候補する意向を表明。2019年（平成31年）3月5日、憲法学者の志田陽子が立候補の意向を表明したが、4月1日に「過労による体調不良」を理由に出馬取り止めを発表した。4月5日、渡部は記者会見を開き「市が始まって以来の無投票になる恐れが高まっている。われと思わん方に名乗りを上げていただきたい」と、対立候補の出馬を呼びかける異例のアピールを行った。4月11日、元都議の小松恭子が立候補の意向を表明した。4月21日に投票が行われ、小松を破り4選。

### 2023年東村山市長選挙
2023年（令和5年）2月8日、統一地方選で行われる市長選（4月23日投開票）に5選を目指して立候補すると表明した。自民党、公明党、連合東京が渡部を推薦。これに対し、東村山市議会議員の藤田まさみが市長選挙への立候補を表明、立憲民主党、共産党、れいわ新選組が藤田を支援した。4月23日に投票が行われ、藤田を破り5選。

### 東京都市長会
2023年（令和5年）5月1日、東京都市長会会長に就任した。東京都市長会は、東京都内の市長が集まり、地域の発展に取り組む団体である。渡部は、東京都市長会のメンバーと協力し、東京都市の発展に貢献することを目指している。

## その他
- 2020年3月29日、新型コロナウイルス感染症による肺炎で死去した東村山市出身の志村けん（享年70）が四十九日を迎えた。渡部は市民を代表しえて「志村けん記念館」設立の夢を語った。NHK朝の連続テレビ小説「エール」を見て、「亡くなられてもなお、テレビに出続けられている。いまだに志村さんの死が信じられないです」と声を震わせた[16]。
- 2022年4月、東村山市出身でYouTuberの竹花貴騎に紺綬褒章を授与[17]。授与者の竹花は「竹花炎上・虚偽報道」で疑惑の一部を認め、その後、広告塔として利用された対談相手の石破茂は事務所経由で「大変遺憾」とコメントを言及した（対談動画は削除）[18]。
- ネプチューン原田泰造とゴールデン番組「しゃべくり007」で公開謝罪した。「多摩湖の堤防は半分は東村山なんですけど、半分は隣の東大和なんですよ。多摩湖の湖面、湖は全部、東大和市」と大多数が東大和市のものとした。「堤防の半分は東大和市さんのもので、湖はすべて東大和市さんにあるとここで明らかにしたいと思います。ずっと東村山にあるようなことを言って誠に申し訳ございませんでした」と頭を下げた[19]。